# George Thorogood and the Destroyers (album)
George Thorogood and the Destroyers je první studiové album stejnojmenné americké rockové skupiny. Vydala jej v srpnu 1977 společnost Rounder Records, která ve spolupráci se skupinou pokračovala ještě na dvou dalších albech, a jeho producentem byl Ken Irwin. Obsahuje pouze dvě Thorogoodovy autorské písně, zbytek alba tvoří coververze například od Bo Diddleyho, Johna Lee Hookera a Roberta Johnsona. Organizace RIAA jej ocenila zlatou deskou za prodej více než 500 tisíc nosičů. V roce 2015 vyšlo album v reedici pod názvem George Thorogood and the Delaware Destroyers s jednou bonusovou písní.

## Seznam skladeb
1. You Got to Lose (Earl Hooker) – 3:15
2. Madison Blues (Elmore James) – 4:24
3. One Bourbon, One Scotch, One Beer (John Lee Hooker) – 8:20
4. Kind Hearted Woman (Robert Johnson) – 4:21
5. Can't Stop Lovin' (Elmore James) – 3:04
6. Ride On Josephine (Ellas McDaniel) – 4:17
7. Homesick Boy (George Thorogood) – 3:02
8. John Hardy (tradicionál) – 3:18
9. I'll Change My Style (William Parker, Manuel Villa) – 3:57
10. Delaware Slide (George Thorogood) – 7:45
11. Goodbye Baby (Elmore James) – 3:27 (bonus na reedici)

## Obsazení
- George Thorogood – zpěv, kytara, harmonika
- Ron „Roadblock“ Smith – kytara
- Billy Blough – baskytara
- Jeff Simon – bicí